# Вирасена
Ача́рья Вирасе́на (санскр. वीरसेन, санскр. «тот, чье войско состоит из отважных героев»; 792—853) — монах-дигамбара, индийский математик, джайнский философ

 и учёный. Принадлежал к линии ачарьи Кундакунды. Он также был известен как знаменитый оратор и выдающийся поэт. Его наиболее известной работой является джайнский трактат «Дхавала». Доктор Хиралал Джайн установил, что трактат был завершён в 816 году нашей эры.
Вирасена был известным математиком; вывел объём усечённого конуса с помощью своего рода бесконечной процедуры. Он работал с понятием ардхачеды — количества раз, которое число можно разделить на 2, что соответствует современному двоичному логарифму. Он также работал с логарифмами по основанию 3 (тракачеда) и 4 (катуртачеда).
Вирасена дал приблизительную формулу {\displaystyle C=3d+(16d+16)/113}, связывающую длину окружности C с её диаметром d. Для больших значений d даёт приближение {\displaystyle \pi \approx 355/113=3{,}14159292\dots }, что является более точным, чем приближение {\displaystyle \pi \approx 3{,}1416}, данное Арьябхатой в «Арьябхатии».